# Гимн Агинского Бурятского округа
Гимн Агинского Бурятского округа (бур. Агын Буряадай тойрогой түрын дуулал) — является символом, отражающим его исторические, культурные, национальные и иные традиции.

## Официальный гимн
Официальным гимном Агинского Бурятского округа является музыкально-поэтическое произведение «Алтан бууса — Агамнай» на музыку Ринчина Балдандашиева и слова Дамбы Оротова, с переводом на русский язык Баира Дугарова «Золотая земля — Ага». Гимн «Золотая земля — Ага» стал третьим символом Агинского округа наряду с гербом и флагом. Закон о введение нового символа был принят Законодательным Собранием Забайкальского края 3 июля 2013 года.
Гимн округа должен звучать при вступлении в должность руководителей органов исполнительной власти на территории Агинского Бурятского округа, при открытии первого заседания Собрания представителей округа, при торжественном открытии памятников и во время других значимых мероприятиях.
На заседании Собрания представителей Агинского Бурятского округа в июле 2013 член комиссии по вопросам регионального значения и местного самоуправления Собрания представителей округа Ц. Ц. Санданов предложил расширить практику применения флага округа и исполнения гимна при проведении различных мероприятий. Полагая, что для этого необходимо направить фонограммы гимна округа в органы местного самоуправления для распространения среди населения, в учреждения образования и культуры, а также необходимо опубликовать текст с нотами в средствах массовой информации округа.
Принятие гимна Агинского округа вызвало неоднозначную реакцию со стороны прессы и жителей Забайкальского края.

Округ возвращает свои регалий, бывшие при автономии. После объединения с Читинской областью возле администрации округа вновь был поднят флаг рядом с флагами Российской Федерации и Забайкальского края. Затем появилась эмблема. Теперь появится и гимн …— http://zabmedia.ru/news/55108/
Официальный гимн Агинского Бурятского округа с момента появления остается малоизвестным и не пользуется популярностью у народа Аги.

### Текст официального гимна

#### Алтан бууса — Агамнай
Куплет1:
Нарата тyбиин оршондо
Намтар тyyхэ баянтай,
Найдал золой харгыда
Нангин хуби заяатай.
Припев:
Ага найман эсэгын
Алтан тоонто нютаг лэ.
Эбэй холбоо баталhан
Энхэ тайбан арад лэ.
Эбэй холбоо баталhан
Энхэ тайбан арад лэ.
Куплет2:
Агуу Россиин бyлэдэ
Аха дyyнэр жарганхай,
Аба, эжын буянда
Арюун буусаа сахинхай.
Припев:
Ага найман эсэгын
Алтан тоонто нютаг лэ.
Эбэй холбоо баталhан
Энхэ тайбан арад лэ.
Эбэй холбоо баталhан
Энхэ тайбан арад лэ.
Куплет3:
Улад зоной ашада
Утын замаар зоринхой,
Замби дэлхэйн зулайда
Заяан хубяа олонхой.
Припев:
Ага найман эсэгын
Алтан тоонто нютаг лэ.
Эбэй холбоо баталhан
Энхэ тайбан арад лэ.
Эбэй холбоо баталhан
Энхэ тайбан арад лэ!

#### Золотая земля — Ага
Куплет1:
Под ясным солнцем мирозданья
Прекрасен лик земли родной.
Мир древних песен и сказаний,
Путь, предначертанный судьбой.
Припев:
Ага — восьми родов земля,
Наш отчий дом благословенный.
И мир, согласие храня,
Творит добро народ могучий.
И мир, согласие храня,
Творит добро народ могучий.
Куплет2:
Под небом Родины — России
Живем единою семьей.
Неся заветы вековые,
Храним и любим край степной.
Припев:
Ага — восьми родов земля,
Наш отчий дом благословенный.
И мир, согласие храня,
Творит добро народ могучий.
И мир, согласие храня,
Творит добро народ могучий.
Куплет3:
Во имя жизни неизменна
Дорога счастья и любви.
Свою судьбу и свет вселенной
В степной отчизне обрели.
Припев:
Ага — восьми родов земля,
Наш отчий дом благословенный.
И мир, согласие храня,
Творит добро народ могучий.
И мир, согласие храня,
Творит добро народ могучий.

## Неофициальный гимн
На протяжении долгого промежутка времени агинчанами во время праздничных мероприятий исполнялась «Песня о родной земле», на стихи — Дамба Жалсараев (перевод на русский язык — Олег Дмитриев), которая является основой гимна республики Бурятия, а сама республика считалась воплощением национальной государственности бурят. В последнее время вместо гимна Бурятии стали исполняться слова из песни Александра Бороева «Агамнай». Слова песни со временем стали неофициальным гимном агинцев, автономией которых являлся субъект Российской Федерации Агинский Бурятский автономный округ, ныне административно территориальное образование Агинский Бурятский округ Забайкальского края.

### Текст неофициального гимна

#### «Агамнай»
Куплет1:
Харанхы манан соо ундыhэн
Хушэрхэн сагые гаталhан
Унэрхэн баянхан хэшэгтэй
Ундэрхэн наhатайл Агамнай
Припев:
Агамнай, Агамнай
Аадархан бороотой таламнай
Агамнай, Агамнай
Алтанхан тоонтомнай
Куплет2:
Шэнэхэн толороо яалалзаад
Сэсэгтэй дайдаараа сэнгуулhэн
Шэртэгтэй талаараа суурхуулhан
Шэдитэ аршаантай Агамнай
Припев:
Агамнай, Агамнай
Аадархан бороотой таламнай
Агамнай, Агамнай
Алтанхан тоонтомнай
Куплет3:
Бурьялмар булагтай Алханаар
Бульжамуур шубуухай жэргэнэ
Бууралхан буряадхан оромной
Баатарлиг хубуудоор суурхаглай
Припев:
Агамнай, Агамнай
Аадархан бороотой таламнай
Агамнай, Агамнай
Алтанхан тоонтомнай